# Krithe eggeri
Krithe eggeri is een mosselkreeftjessoort uit de familie van de Krithidae. De wetenschappelijke naam van de soort is voor het eerst geldig gepubliceerd in 1914 door Chapman.